# 卡里亞里區
卡里亞里區（西班牙語：Cariari），是哥斯達黎加的一個區，位於該國東部利蒙省，面積224.29平方公里，海拔高度168米，主要經濟活動是農業，2011年人口34,176，人口密度每平方公里152.37人。